# Mármore de Carrara

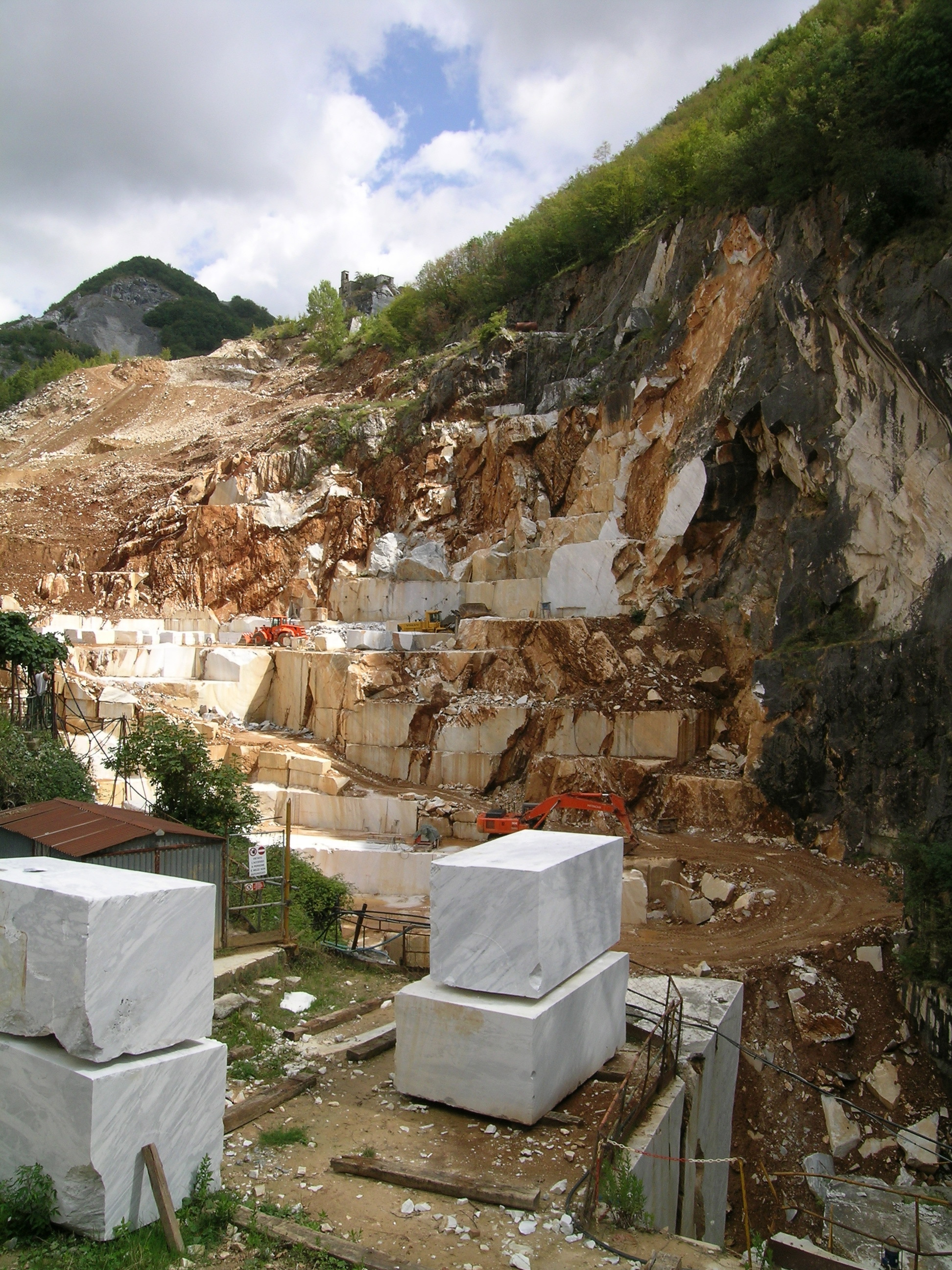
Pedreira de mármore de Carrara

Mármore de Carrara (muitas vezes erroneamente escrito "Mármore carrara") é um tipo de mármore de alta qualidade branco ou de azul-cinza, que é popular para uso em escultura e construção de decoração. Ele é extraído da cidade de Carrara, localizado na província de Massa e Carrara em Lunigiana, ponta mais ao norte da atual Toscana na Itália.
A extracção do mármore Carrara é fortemente criticada pelo movimento No Cav.

## História

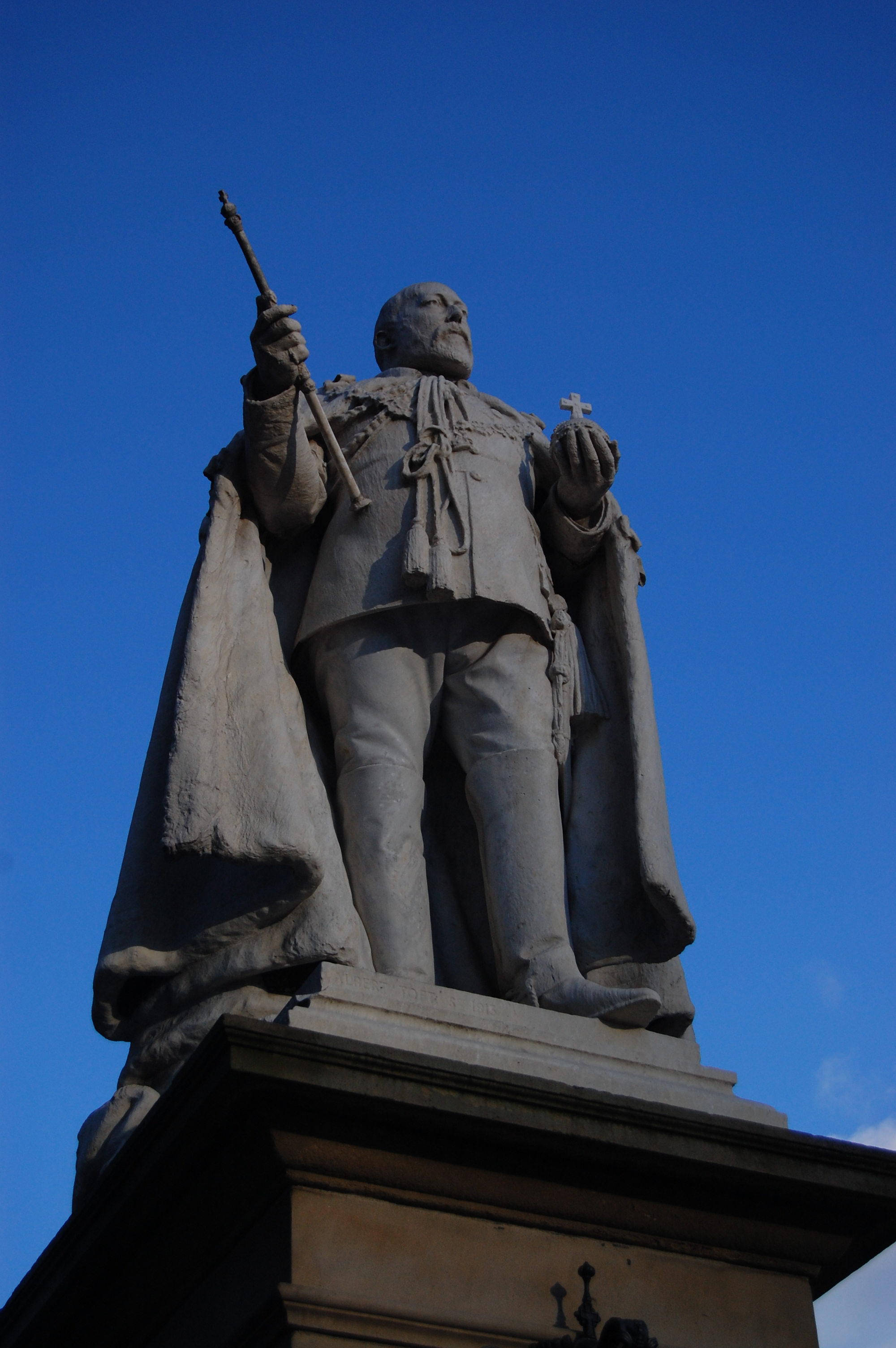
Birmingham King Edward VII Memorial foi esculpida a partir de um grande pedaço de mármore de Carrara.

Mármore de Carrara tem sido usado desde o tempo da Roma Antiga.
Nos séculos XVII e XVIII, as pedreiras de mármore foram monitoradas pelas famílias Cybo e Monteiro que governaram Massa e Carrara. Foi criado o Escritório de Mármore em 1564, para regular a indústria de mineração de mármore. A cidade de Massa, em particular, viu muito do seu plano de redesenho (novas estradas, praças e cruzamentos), a fim de torná-la digna de ser a capital do país. Posteriormente à extinção da família Cybo-Monteiro, o estado foi governado pela Casa de Áustria e a gestão de minas cessou com eles. A Basílica de Massa é construída inteiramente de mármore de Carrara bem como o antigo Palácio Ducal de Massa.